# Nick Nielsen
Nick Nielsen, artiestennaam van Niels Houtepen, (Tilburg, 9 juni 1984) is een Nederlands televisiepresentator. Sinds 2005 presenteert hij het ochtendprogramma Lijn4 op RTL 4.
Hij werd in 2002 Nederlands Jeugdkampioen goochelen. In 2004 werd hij kampioen cartomagie. Naast goochelen verzorgt hij presentaties en optredens voor bedrijven in binnen- en buitenland. Hij werkte onder meer samen met Tiesto en Shakira.
Op 30 januari 2009 berichtte RTL Boulevard dat Nielsen achter het geheimzinnige masker zit in het programma De Nieuwe Uri Geller. Nielsen en de makers van De Nieuwe Uri Geller ontkenden dit.
Sinds 2008 werkt hij voor een aantal lokale omroepen. Hij is hier de (nieuwe) presentator van het programma Hart voor Muziek, dat voorheen werd gepresenteerd door Lanning Pigmans. Dit programma wordt ook op Sterren.nl en Omroep Brabant uitgezonden.
In de editie van 2010 van De Nieuwe Uri Geller is hij wel deelnemer, maar dan samen met Ger Copper.
Verder presenteert hij vele evenementen waaronder ook het concert van Gerard Joling (For your eyes only) in 2009.
April 2011 raakte hij in opspraak nadat Nick een verslaggever van een roddelblad mishandelde na een woordenwisseling over een eerdere publicatie. Hij werd hiervoor gearresteerd.
Hij heeft een relatie gehad met Alexandra Alphenaar.
In 2014 maakt Nielsen zijn acteerdebuut als Goochelpiet in Sinterklaas & Diego: Het Geheim van de Ring.